# Кропивна (Росія)
Кропи́вна (рос. Крапивная) — присілок у складі Сосьвинського міського округу Свердловської області.
Населення — 2 особи (2010, 3 у 2002).
Національний склад населення станом на 2002 рік: росіяни — 100 %.